# Кано де ла Пенья, Эдуардо
Эдуардо Кано де ла Пенья (исп. Eduardo Cano de la Peña; 20 марта 1823, Мадрид — 4 апреля 1897, Севилья) — испанский исторический живописец XIX века. Педагог.

## Биография
Его отец служил главным архитектором города Севилья и, следуя по его стопам, Э. Кано начал изучать архитектуру. Обучался в Академии изобразительных искусств в Севилье, затем совершенствовал свои художественные навыки в Мадриде в Королевской академии изящных искусств Сан-Фернандо под руководством Карлоса Луиса Рибера-и-Феве, Хосе Мадрасо и Федерико Мадрасо.

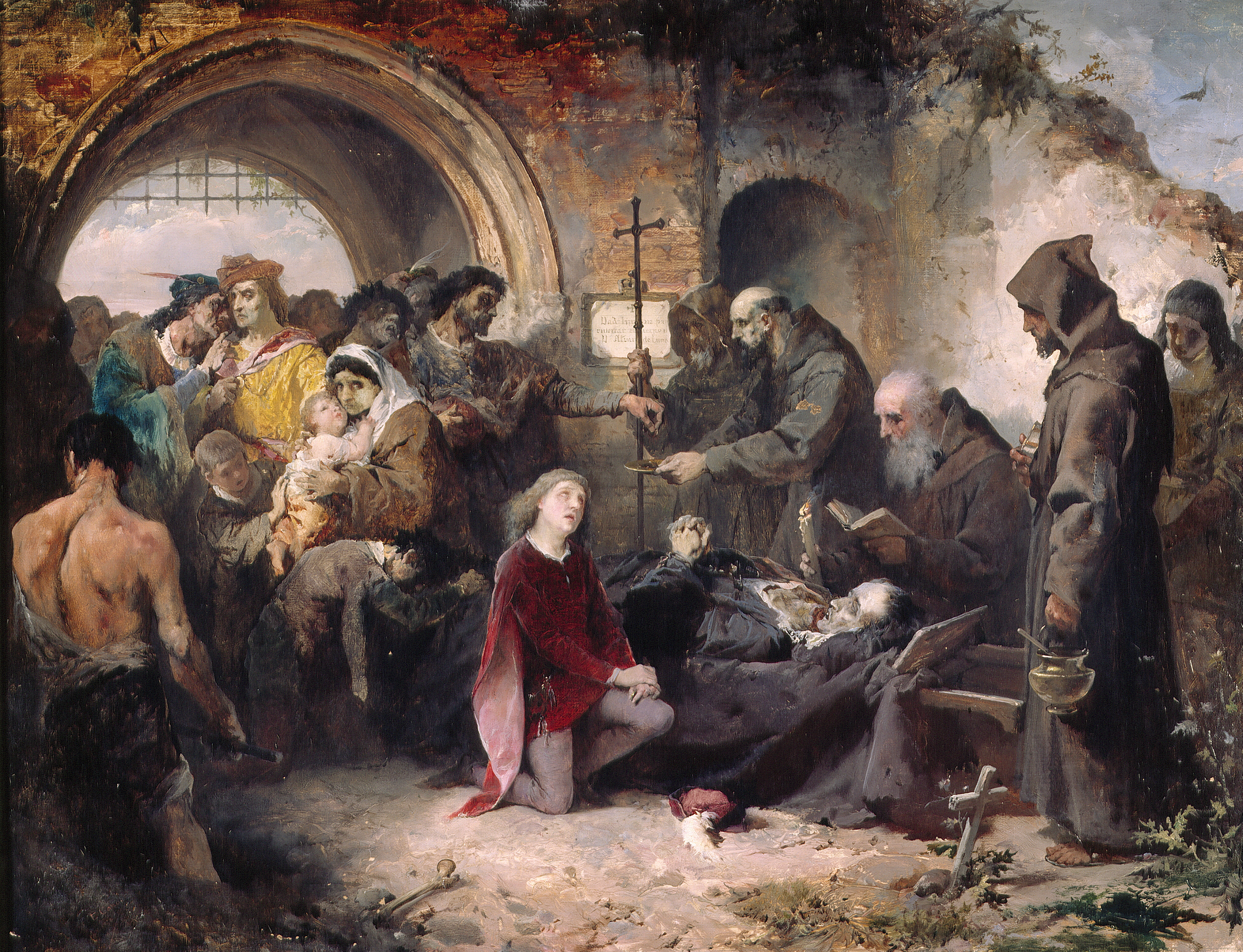
«Похороны констебля дона Альваро де Луна»

Переехал в Париж, где создал две из своих самых известных работы — «Христофор Колумб в монастыре Ла Рабида», холст в романтическом стиле за который был удостоен Золотой медали на Национальной выставке изящных искусств в Мадриде в 1856 году (ныне хранится в Сенатском дворце в Мадриде) и «Похороны констебля дона Альваро де Луна», за который также был награждён Золотой медали на той же выставке в 1857 году (в настоящее время в музее Прадо в Мадриде). Вернувшись в Севилью, был назначен куратором городского Музея изящных искусств и профессором Академии изобразительных искусств в Севилье.
В числе его учеников были Николас Альперис и Хосе Вильегас Кордеро.

## Творчество
Прославился как исторический живописец, портретист. В качестве иллюстратора сотрудничал с журналами El Arte en España , El Museo Universal и La Bonanza.

## Картины Эдуардо Кано де ла Пенья

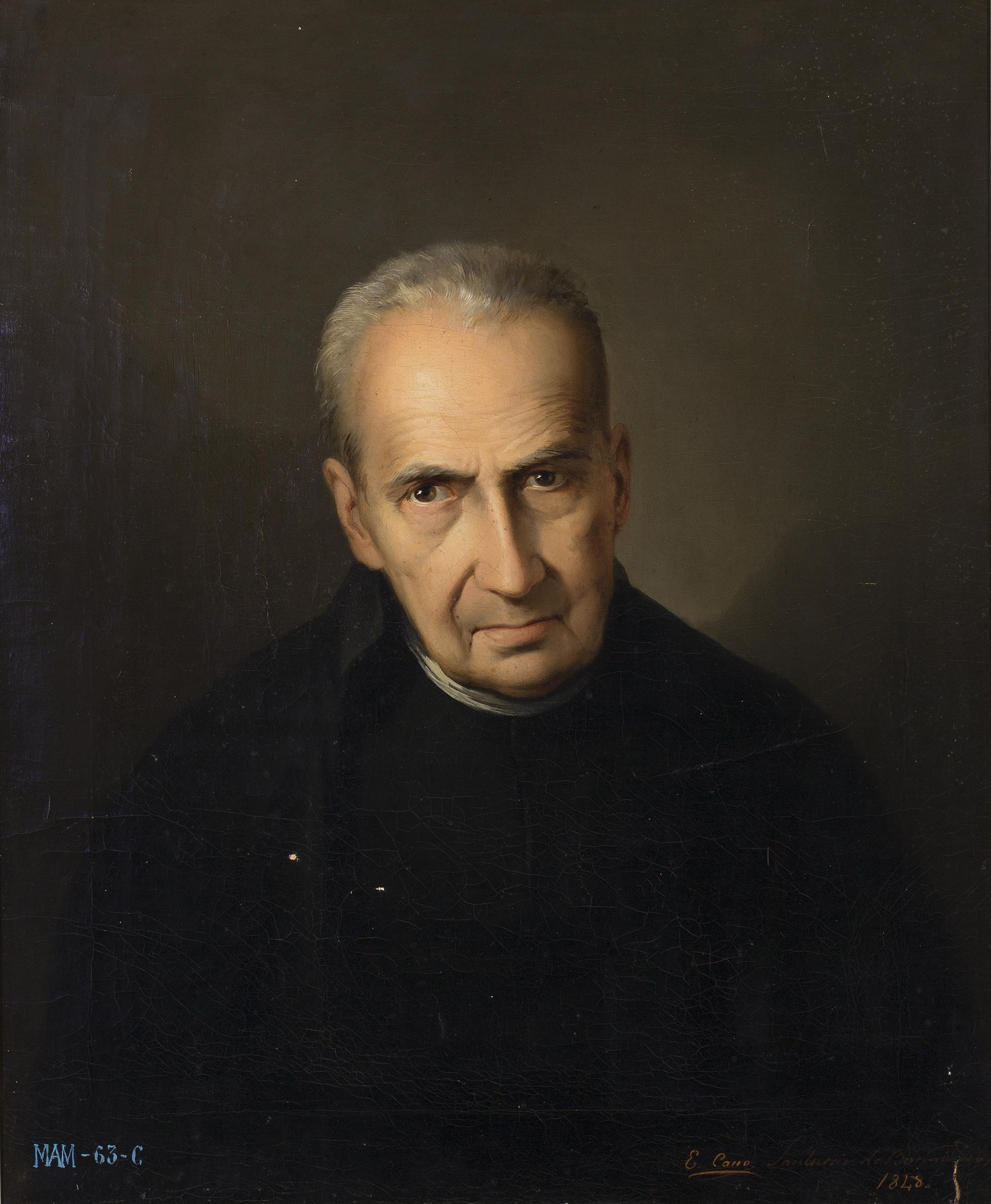
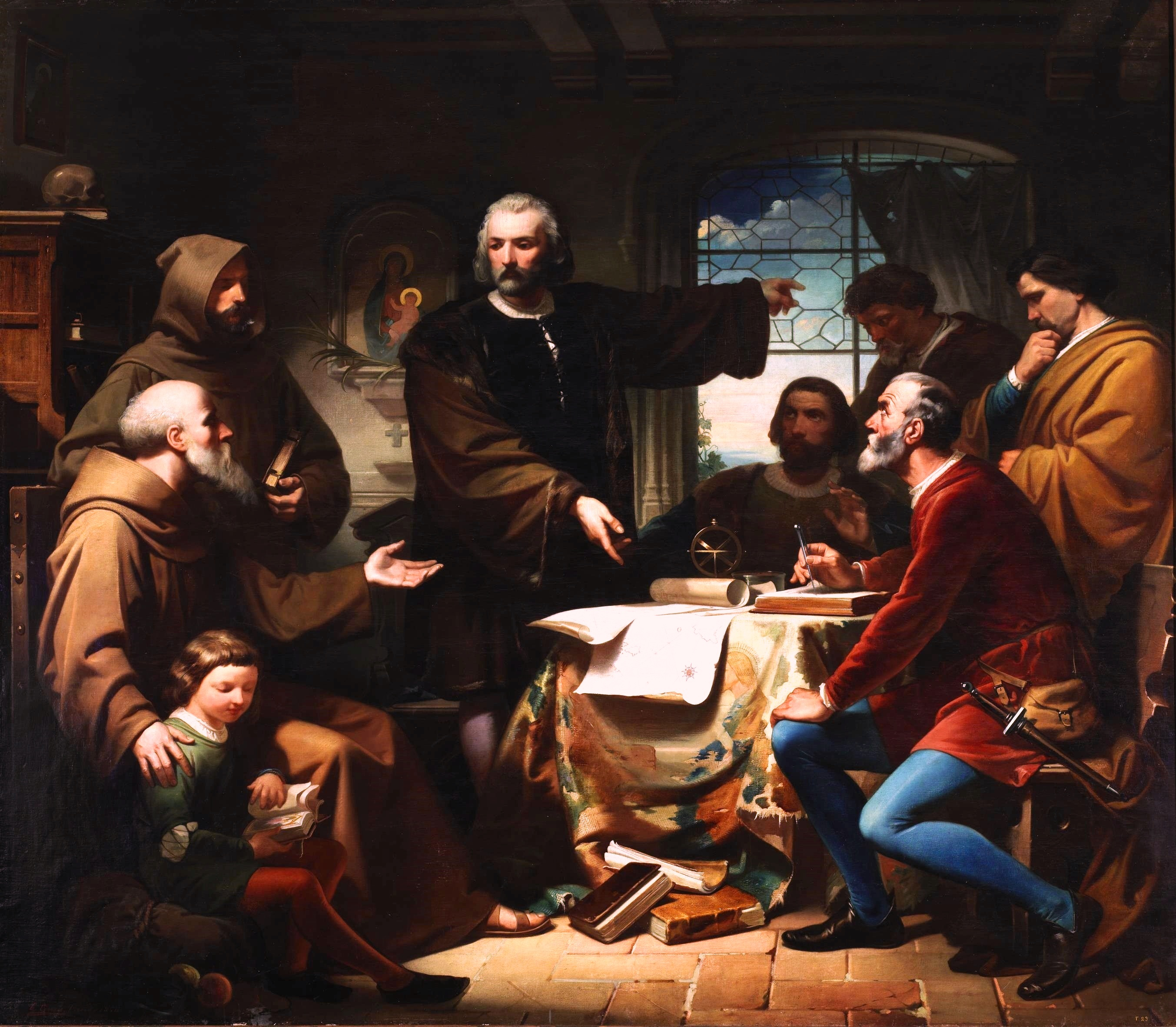
«Христофор Колумб в монастыре Ла Рабида»
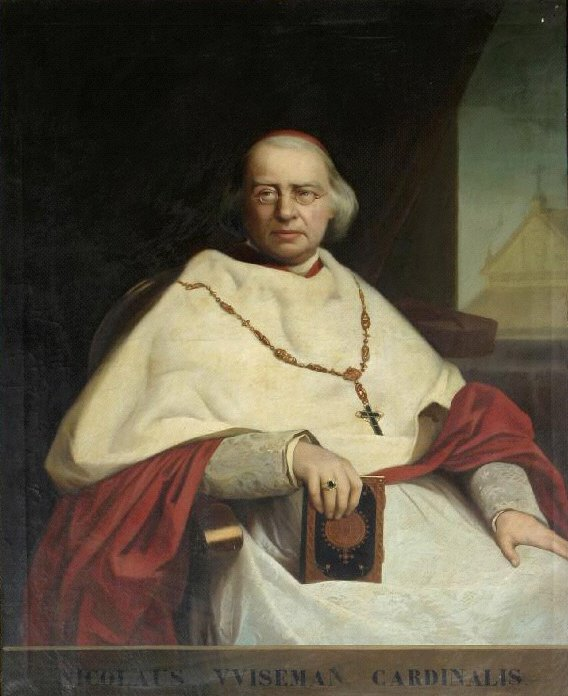
Николас Патрик Стефан Уайзмэн
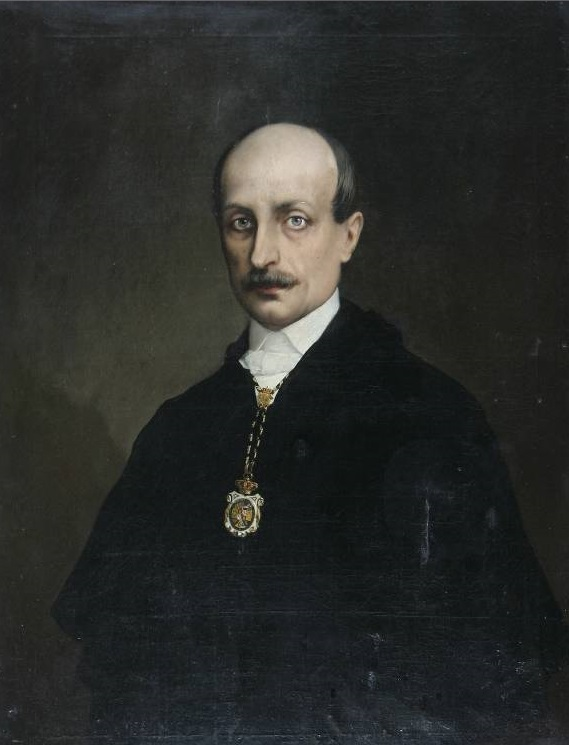